# 胡乱
| ウィキペディアには「胡乱」という見出しの百科事典記事はありません（タイトルに「胡乱」を含むページの一覧/「胡乱」で始まるページの一覧）。 代わりにウィクショナリーのページ「胡乱」が役に立つかもしれません。 |